# سید محمد راستگو
سید محمد راستگو (متولد ۱۳۳۵ در کاشان) اسلام‌پژوه، قرآن‌پژوه، حافظ‌شناس، مترجم و دانشیار گروه زبان و ادبیات فارسی دانشگاه کاشان است. او دوره کارشناسی‌ارشد و دکترا را در رشتهٔ علوم قرآن و حدیث در دانشگاه تهران گذرانده‌است.

## جوایز
سید محمد راستگو برای ترجمهٔ کتاب بررسی تاریخی قصص قرآن برندهٔ کتاب سال ایران شد. وی همچنین برای کتاب در پی آن آشنا برگزیدهٔ جشنواره شعر فجر شده‌است.

## آثار
از آثار او در حوزه تألیف و ترجمه و تصحیح می‌توان به کتاب‌های ذیل اشاره کرد:
ایهام در شعر فارسی؛
ترجمه جلد اول و دوم کتاب چهار جلدی «بررسی تاریخی قصص قرآن»؛
تجلی قرآن و حدیث در شعر فارسی؛
تصحیح و تعلیق دیوان حافظ؛
تلخِ خوش: نقد و نظرهایی در زمینه حافظپژوهی؛
راز جاودانگی؛
سلوک عارفان (ترجمه «المراقبات» میرزا جوادآقا ملکی تبریزی)؛
عرفان در غزل فارسی؛
چنین گفت ابن عربی (ترجمه کتاب «هکذا تکلم ابن عربی» نوشته نصر حامد ابوزید).
کتاب «بررسی تاریخی قصص قرآن»، تألیف دکتر محمد بیومی مهران با ترجمه آقای راست‌گو و مسعود انصاری، در دوره بیست و سوم انتخاب کتاب سال جمهوری اسلامی ایران از طرف وزارت فرهنگ و ارشاد اسلامی، به‌عنوان کتاب برگزیده سال در حوزه ترجمه انتخاب شد. همچنین بخشی دیگر از آثار علمی ایشان، تولید ده‌ها مقاله علمی است، مانند: «احوال و آثار شیخ جام»، «نگاهی نو به تأویل»، «راز هنری گونه‌گون خوانی‌های قرآن»، «تفسیر عرفانی امام صادق (ع)»، «نظربازی»، «گذر و نظری سبک شناختی در نوشته‌های باباافضل کاشانی»، «از اسطوره تا عرفان»، «نگار عالم هستی در نگاه نظامی»، «نگاهی نو به تأویل»، «سبک صبور (نگاهی به شعر و شخصیت صبور کاشانی)»، «راز و رمز هنری - بلاغی گونه‌گون خوانی‌های قرآن»، «جور دیگر دیدن: پژوهشی در پیوند عرفان و هنر»، «به که سخن دیرپسند آوری: پژوهشی در بازنگری‌ها و دست‌کاری‌های هنری حافظ»، «مقدمه‌ای بر معیارهای ادبیات انقلاب»، «نگاهی به شعر حکیم سبزواری»، «نقد کتاب نگاهی به کتاب شرح احوال و نقد و تحلیل آثار احمد جام»، «اعمال سلیقه شاعرانه (نقدی بر دیوان حافظ، تصحیح ادیب برومند)»، «آن تلخ‌وش (پیرامون یکی از ترکیبات دیوان حافظ)»، «نقد و بررسی دیوان حافظ به سعی «سایه»»، «امام صادق (ع) و تأویل و تفسیر عرفانی قرآن»، «ساعتی با «عقلاء المجانین»»، «مروری در کتاب «نفثة المصدور»». همچنین ایشان عضو هیئت علمی دانشگاه کاشان است و در سال ۱۳۸۵ ش، سردبیری مجله تخصصی مطالعات عرفانی دانشگاه کاشان را بر عهده داشته‌است.